# Europäisches Olympisches Sommer-Jugendfestival 2023
Das Europäische Olympische Sommer-Jugendfestival 2023 (European Youth Summer Olympic Festival 2023), fand vom 23. bis 29. Juli 2023 in Maribor (Slowenien) statt. Ursprünglich sollte das Festival in Koper ausgetragen werden, jedoch zog diese zurück.

## Wettkampfstätten
- Leon-Štukelj-Platz – Basketball 3×3
- Vrbanska Sporthalle – Handball (Jungen)
- Univerzitetni športni center Leon Štuklja – Handball (Mädchen)
- Lukna Sporthalle – Judo
- Poljane Stadion – Leichtathletik
- Bike Park Pohorje – Radsport (Mountainbike)
- Maribor Stadtkurs – Radsport (Straße)
- Pristan Swimming Center – Schwimmen
- Maribor Skatepark – Skateboard
- Branik Tennis Club – Tennis
- Tabor Sports Hall – Turnen
- Draš Sports Center – Volleyball

## Zeitplan
Skateboard, Basketball 3×3 und Mountainbike waren zum ersten Mal Bestandteil des Festivals.
| Zeitplan des Europäischen Olympischen Sommer-Jugendfestivals 2023 (mit Anzahl der Entscheidungen) | Zeitplan des Europäischen Olympischen Sommer-Jugendfestivals 2023 (mit Anzahl der Entscheidungen) | Zeitplan des Europäischen Olympischen Sommer-Jugendfestivals 2023 (mit Anzahl der Entscheidungen) | Zeitplan des Europäischen Olympischen Sommer-Jugendfestivals 2023 (mit Anzahl der Entscheidungen) | Zeitplan des Europäischen Olympischen Sommer-Jugendfestivals 2023 (mit Anzahl der Entscheidungen) | Zeitplan des Europäischen Olympischen Sommer-Jugendfestivals 2023 (mit Anzahl der Entscheidungen) | Zeitplan des Europäischen Olympischen Sommer-Jugendfestivals 2023 (mit Anzahl der Entscheidungen) | Zeitplan des Europäischen Olympischen Sommer-Jugendfestivals 2023 (mit Anzahl der Entscheidungen) | Zeitplan des Europäischen Olympischen Sommer-Jugendfestivals 2023 (mit Anzahl der Entscheidungen) |
| Disziplin                                                                                         | So. 23.                                                                                           | Mo. 24.                                                                                           | Di. 25.                                                                                           | Mi. 26.                                                                                           | Do. 27.                                                                                           | Fr. 28                                                                                            | Sa. 29.                                                                                           | Gesamt                                                                                            |
| Disziplin                                                                                         | Juli                                                                                              | Juli                                                                                              | Juli                                                                                              | Juli                                                                                              | Juli                                                                                              | Juli                                                                                              | Juli                                                                                              | Gesamt                                                                                            |
| ------------------------------------------------------------------------------------------------- | ------------------------------------------------------------------------------------------------- | ------------------------------------------------------------------------------------------------- | ------------------------------------------------------------------------------------------------- | ------------------------------------------------------------------------------------------------- | ------------------------------------------------------------------------------------------------- | ------------------------------------------------------------------------------------------------- | ------------------------------------------------------------------------------------------------- | ------------------------------------------------------------------------------------------------- |
| Eröffnungsfeier                                                                                   |                                                                                                   |                                                                                                   |                                                                                                   |                                                                                                   |                                                                                                   |                                                                                                   |                                                                                                   |                                                                                                   |
| Basketball 3×3                                                                                    |                                                                                                   |                                                                                                   |                                                                                                   |                                                                                                   |                                                                                                   | 4                                                                                                 |                                                                                                   | 4                                                                                                 |
| Handball                                                                                          |                                                                                                   |                                                                                                   |                                                                                                   |                                                                                                   |                                                                                                   |                                                                                                   | 4                                                                                                 | 4                                                                                                 |
| Judo                                                                                              |                                                                                                   |                                                                                                   | 4                                                                                                 | 4                                                                                                 | 4                                                                                                 | 4                                                                                                 | 1                                                                                                 | 17                                                                                                |
| Leichtathletik                                                                                    |                                                                                                   | 2                                                                                                 | 7                                                                                                 | 6                                                                                                 | 8                                                                                                 | 8                                                                                                 | 9                                                                                                 | 40                                                                                                |
| Radsport                                                                                          |                                                                                                   |                                                                                                   | 2                                                                                                 | 2                                                                                                 | 2                                                                                                 |                                                                                                   |                                                                                                   | 6                                                                                                 |
| Schwimmen                                                                                         |                                                                                                   | 2                                                                                                 | 7                                                                                                 | 6                                                                                                 | 5                                                                                                 | 11                                                                                                |                                                                                                   | 31                                                                                                |
| Skateboard                                                                                        |                                                                                                   |                                                                                                   |                                                                                                   |                                                                                                   | 2                                                                                                 |                                                                                                   |                                                                                                   | 2                                                                                                 |
| Tennis                                                                                            |                                                                                                   |                                                                                                   |                                                                                                   |                                                                                                   |                                                                                                   | 4                                                                                                 | 4                                                                                                 | 8                                                                                                 |
| Turnen                                                                                            |                                                                                                   |                                                                                                   | 2                                                                                                 | 2                                                                                                 | 2                                                                                                 | 5                                                                                                 | 5                                                                                                 | 16                                                                                                |
| Volleyball                                                                                        |                                                                                                   |                                                                                                   |                                                                                                   |                                                                                                   |                                                                                                   |                                                                                                   | 4                                                                                                 | 4                                                                                                 |
| Abschlussfeier                                                                                    |                                                                                                   |                                                                                                   |                                                                                                   |                                                                                                   |                                                                                                   |                                                                                                   |                                                                                                   |                                                                                                   |
| Entscheidungen                                                                                    |                                                                                                   | 4                                                                                                 | 22                                                                                                | 20                                                                                                | 23                                                                                                | 36                                                                                                | 27                                                                                                | 132                                                                                               |
| Juli                                                                                              | So. 23.                                                                                           | Mo. 24.                                                                                           | Di. 25.                                                                                           | Mi. 26.                                                                                           | Do. 27.                                                                                           | Fr. 28                                                                                            | Sa. 29.                                                                                           | Gesamt                                                                                            |
| Juli                                                                                              | Juli                                                                                              |                                                                                                   |                                                                                                   |                                                                                                   |                                                                                                   |                                                                                                   |                                                                                                   | Gesamt                                                                                            |

Farblegende

## Teilnehmer
| 3617 Teilnehmer aus 48 Nationen | 3617 Teilnehmer aus 48 Nationen | 3617 Teilnehmer aus 48 Nationen |
| --- | --- | --- |
| - Albanien (7) - Andorra (4) - Armenien (22) - Aserbaidschan (36) - Belgien (62) - Bosnien und Herzegowina (9) - Bulgarien (18) - Dänemark (25) - Deutschland (109) - Estland (51) - Finnland (66) - Frankreich (101) - Georgien (31) - Griechenland (67) - Großbritannien (39) - Island (35) | - Irland (44) - Israel (52) - Italien (99) - Kosovo (19) - Kroatien (74) - Lettland (47) - Liechtenstein (3) - Litauen (53) - Luxemburg (19) - Malta (3) - Moldau (25) - Monaco (5) - Montenegro (19) - Niederlande (69) - Nordmazedonien (4) - Norwegen (66) | - Österreich (50) - Polen (122) - Portugal (73) - Rumänien (93) - San Marino (6) - Schweden (39) - Schweiz (71) - Serbien (51) - Slowakei (48) - Slowenien (138) - Spanien (81) - Tschechien (96) - Türkei (78) - Ukraine (55) - Ungarn (104) - Zypern (34) |

## Medaillenspiegel
| Platz  | Mannschaft     | Gold | Silber | Bronze | Gesamt |
| ------ | -------------- | ---- | ------ | ------ | ------ |
| 1      | Italien        | 16   | 18     | 12     | 46     |
| 2      | Deutschland    | 11   | 11     | 9      | 31     |
| 3      | Frankreich     | 9    | 6      | 9      | 24     |
| 4      | Rumänien       | 9    | 6      | 5      | 20     |
| 5      | Tschechien     | 9    | 4      | 7      | 20     |
| 6      | Ungarn         | 8    | 5      | 10     | 23     |
| 7      | Großbritannien | 7    | 10     | 7      | 24     |
| 8      | Türkei         | 6    | 6      | 2      | 14     |
| 9      | Polen          | 6    | 3      | 6      | 15     |
| 10     | Spanien        | 4    | 6      | 7      | 17     |
| 11     | Schweiz        | 4    | 2      | 1      | 7      |
| 12     | Norwegen       | 3    | 4      | 3      | 10     |
| 13     | Aserbaidschan  | 3    | 3      | 4      | 10     |
| 14     | Georgien       | 3    | 2      | 3      | 8      |
| 15     | Kroatien       | 3    | 2      | –      | 5      |
| 16     | Griechenland   | 2    | 6      | 5      | 13     |
| 17     | Slowenien      | 2    | 2      | 5      | 9      |
| 18     | Österreich     | 2    | 2      | 3      | 7      |
| 19     | Serbien        | 2    | 1      | 5      | 8      |
| 20     | Niederlande    | 2    | –      | 6      | 8      |
| 21     | Slowakei       | 2    | –      | 3      | 5      |
| 22     | Armenien       | 2    | –      | 2      | 4      |
| 23     | Ukraine        | 1    | 5      | 6      | 12     |
| 24     | Estland        | 1    | 3      | 4      | 8      |
| 25     | Finnland       | 1    | 3      | 3      | 7      |
| 26     | Schweden       | 1    | 2      | 2      | 5      |
| 27     | Belgien        | 1    | 1      | 2      | 4      |
| 28     | Bulgarien      | 1    | 1      | 1      | 3      |
| 29     | Portugal       | 1    | –      | 4      | 5      |
| 30     | Dänemark       | 1    | –      | –      | 1      |
| 31     | Israel         | –    | 5      | –      | 5      |
| 32     | Litauen        | –    | 2      | 2      | 4      |
| 33     | Irland         | –    | 1      | 1      | 2      |
| 34     | Moldau         | –    | –      | 1      | 1      |
| 34     | Montenegro     | –    | –      | 1      | 1      |
| Gesamt | Gesamt         | 123  | 122    | 141    | 386    |